# هرشوایلر
هرشوایلر (به آلمانی: Herchweiler) یک شهر در آلمان است که در Kusel واقع شده‌است. هرشوایلر ۵۷۹ نفر جمعیت دارد.